# 勝瀬橋
勝瀬橋（かつせばし）は、神奈川県の相模湖にかかる神奈川県道520号線の橋。

## 概要
県道520号線の起点である吉野交差点からすぐの所にかかる橋で、相模川の相模湖への流入部を跨いでいる。これまでに3代の橋が掛けられており、現在の橋は2006年に供用を開始した。
以下に3代の橋の概要を示すがいずれも供用時点の名称は勝瀬橋であり、初代などの呼び方は便宜上のものである。

### 勝瀬橋（初代）
1944年（昭和19年）に竣工した支間130m・幅員3.6mの吊り橋で、主塔は鉄筋コンクリート製、桁部分は木造トラスであった。

### 勝瀬橋（2代目）
日本で最初の斜張橋として1959年（昭和34年）竣工、翌年開通した。支間128.4m、幅員は4mで、主塔の他、ケーブルとアンカレイジは初代のものをそのまま流用し建造された。
主塔には、第二次世界大戦中に受けた機銃掃射の痕が残っていた。かながわの橋100選選出。
2006年（平成18年）、建造から半世紀以上を経て橋の老朽化が進み、また、道路幅の狭さからすれ違いや大型車の通行に支障をきたしていることなどを理由に、上流部にかけられた新橋（3代目）の使用開始に伴い利用を停止した。
2009年（平成21年）5月に解体作業が始まり、2010年2月に全ての作業を完了した。

### 勝瀬橋（3代目）
現在使用されている2006年開通の斜張橋。先代と同じ斜張橋だが、新橋は中央付近に1本の主塔を持つ構造であり、吊り橋が基本であったそれまでとは見た目が大きく異なる。
2代目までの架橋地点より十数メートル上流部に設置され、支間長は主塔の左右を合わせて270m、幅員も最大で15mと車両通行上の問題も解消された。